# Pozzuoli
Pozzuoli je italské město v aglomeraci Neapole v oblasti Kampánie.
Město bylo založeno jako řecká kolonie pod názvem Dicaearchia (řecky: Δικαιαρχία). Jako hlavní město oblasti Flegrejských polí bylo kdysi významnější než samotná Neapolis. Svou funkci obchodního centra a přístavu však začalo ztrácet po vybudování přístavu v Ostii během 1. století za císaře Tiberia, až z něj zůstal pouhý přístav rybářský. Kdysi v něm pobývali římští boháči ve svých nádherných vilách (např. Cicero). Známky někdejší slávy lze nalézt ve městě dodnes: Flavijský amfiteátr o kapacitě původně 40 000 diváků, tržiště nazývané díky nálezu sošky boha Serapida Serapidův chrám, rozlehlé podzemní chodby atd. Římany bylo coby římská kolonie (od roku 194) nazýváno Puteoli.

## Vývoj počtu obyvatel
Počet obyvatel

## Osobnosti města
- Pavel z Tarsu (? - asi 67), apoštol a svatý
- Giovanni Battista Pergolesi (1710 – 1736), hudební skladatel
- Sofia Lorenová (* 1934), herečka

## Partnerská města
- Agios Dimitrios, Řecko
- Jalta, Ukrajina